# Norwegische Nordische Skimeisterschaft 1935

Norges Skiforbund

Die Norwegische Nordische Skimeisterschaft 1935 (norwegisch Hovedlandsrennet 1935) fand vom 7. bis 10. März 1935 in Molde statt. Ausgetragen wurden sie vom lokalen Verein Molde og Omegn IF und dem Norges Skiforbund, dem Norwegischen Skiverband. Ausgetragen wurden Meisterschaften im Skilanglauf, Skispringen sowie in der Nordischen Kombination. Ausgetragen wurden ausschließlich Herrenwettbewerbe.
Die Norwegischen Meisterschaften verfolgten mehrere tausend Zuschauer bei gutem Wetter. Beim 30-km-Skilanglauf waren an der Loipe ca. 4.000 Zuschauer, beim Skispringen sogar 12.000, darunter 4000 aus Ålesund und 1.000 aus Kristiansand. Die Bevölkerung der Stadt Molde umfasste 1935 nur 3.500 Einwohner.

## Ergebnisse

### Skilanglauf 17 km
| Platz | Sportler       | Verein    |
| ----- | -------------- | --------- |
| 1     | Bjarne Iversen | IL i BUL  |
| 2     | Annar Ryen     | IL Nansen |
| 3     | Arne Larsen    | Hamar IL  |

Datum:9. März 1935

### Skilanglauf 30 km
| Platz | Sportler       | Verein         |
| ----- | -------------- | -------------- |
| 1     | Oddbjørn Hagen | Bækkelagets SK |
| 2     | Tore Moseng    |                |
| 3     | Olav Økern     | Bærums SK      |

Datum:7. März 1935

### Skispringen
| Platz | Sportler             | Verein        |
| ----- | -------------------- | ------------- |
| 1     | Arne B. Christiansen | Nordstrand IF |
| 2     | Karl Bull            | SFK Lyn       |
| 3     | Thorstein Gundersen  | Vang SF       |

Datum:10. März 1935

Das Springen fand auf dem Moldeheibakken (ca. K50) statt.

### Nordische Kombination
| Platz | Sportler        | Verein                   |
| ----- | --------------- | ------------------------ |
| 1     | Olav Lian       | Sp.kl. Freidig Trondheim |
| 2     | Sigurd Røen     | SK Troll, Rindal         |
| 3     | Kåre Albinussen | Rognan IL                |

Der Kombinationswettbewerb bestand aus einem 18-km-Skilanglauf am 9. März und einem Springen auf dem Moldeheibakken am 10. März.